# Tyńczyk Legnicki
Tyńczyk Legnicki (niem. Klein Tinz) – wieś w Polsce położona w województwie dolnośląskim, w powiecie legnickim, w gminie Krotoszyce.

## Podział administracyjny
W latach 1975–1998 miejscowość administracyjnie należała do województwa legnickiego.

## Zabytki
Do wojewódzkiego rejestru zabytków wpisany jest:
- pałac, z pierwszej połowy XIX w.